# Parc Hosingen

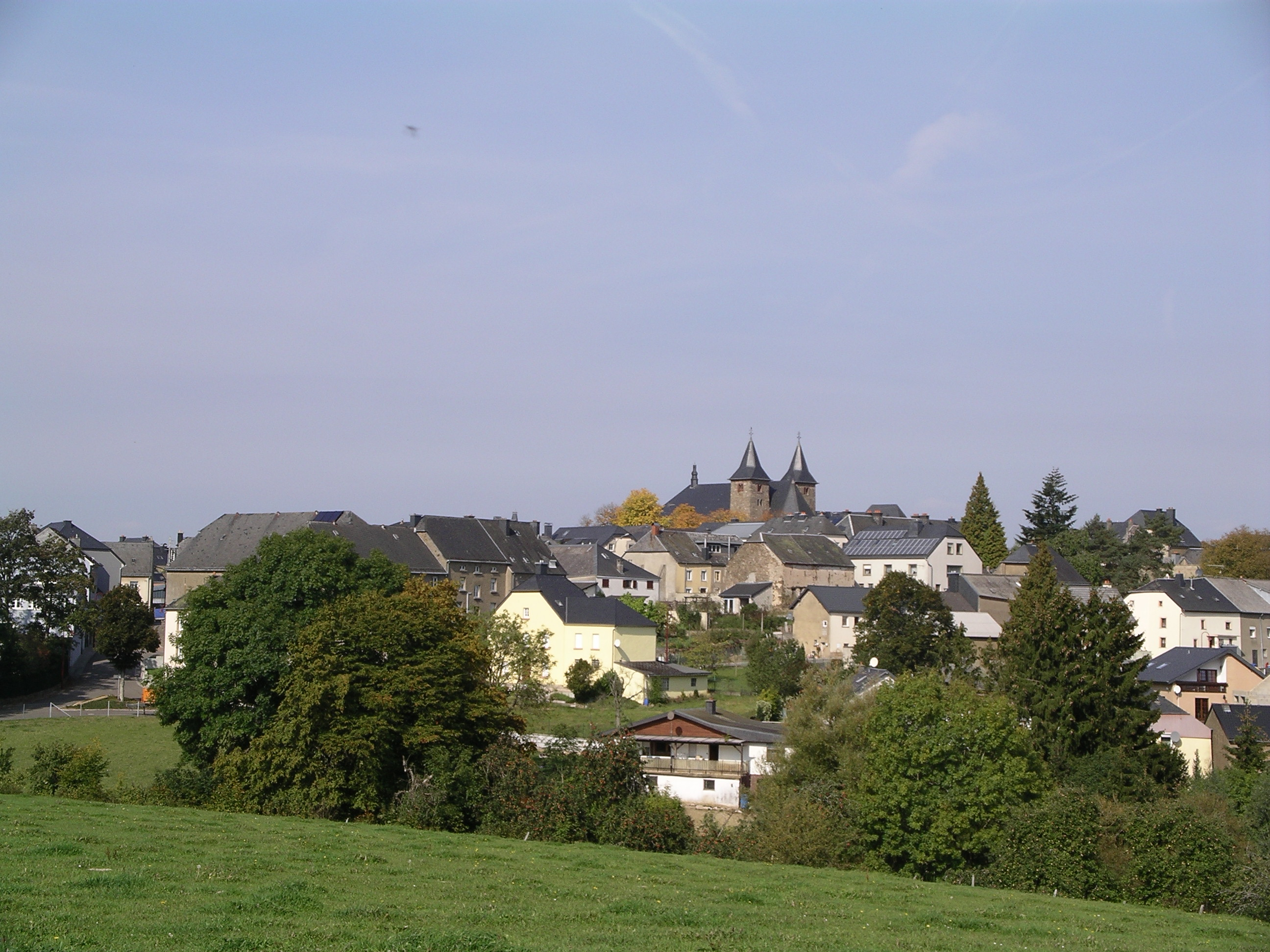

Parc Hosingen (luxemburgiska : Parc Housen, tyska : Park Hosingen) är en kommun i Luxemburg, närmare bestämt i kantonen Clervaux i den norra delen av landet. Kommunen bildades 1 januari 2012 genom en sammanslagning av kommunerna Consthum, Hoscheid och Hosingen.
År 2014 bestod befolkningen av 3200 personer. 

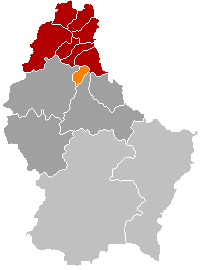
Consthum
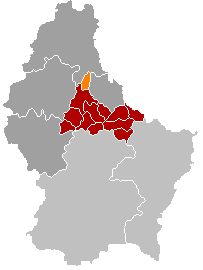
Hoscheid
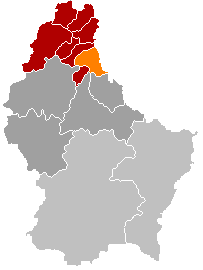
Hosingen
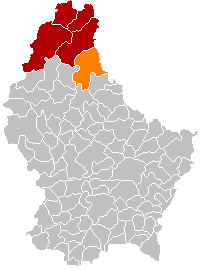
Parc Hosingen